# Riverhead (Album)
Riverhead ist Ulvers Soundtrack für den gleichnamigen Film von Justin Oakey. Er erschien im Dezember 2016 bei House of Mythology.

## Entstehung und Veröffentlichung
Der kanadische Regisseur Justin Oakey, ein langjähriger Fan der Band Ulver, schickte Kristoffer Rygg im Herbst 2015 seinen Kurzfilm Flankers. Daraus entwickelte sich ein Austausch über den Soundtrack und eine mögliche Zusammenarbeit. Folglich nahm die Band das Angebot an, die Filmmusik für Oakeys geplanten Spielfilm Riverhead zu komponieren. Nach einer Verständigung über Stil und Atmosphäre der Musik schickten Ulver Oakey erste Musikskizzen, bevor mit den Dreharbeiten überhaupt begonnen wurde. Nach den Dreharbeiten wurden die Aufnahmen abgeschlossen, indem bestehende Stücke überarbeitet und neue hinzugefügt wurden.
Neben den Ulver-Mitgliedern Kristoffer Rygg, Tore Ylwizaker und Jørn H. Sværen waren Ole-Henrik Moe und Kari Rønnekleiv mit verschiedenen Streichinstrumenten an den Aufnahmen beteiligt. Diese wurden im Juni und Juli 2016 von Ylwizaker und Rygg im Osloer Oak Hill Studio geleitet und abgemischt. Jamie Gomez Arellano masterte den Soundtrack im September 2016 im Londoner Orgone Studio. Riverhead erschien im Dezember des Jahres als Download, auf CD, schwarzem, weißem, marmoriertem und transparentem Vinyl.

## Titelliste
1. Riverhead – 5:13
2. Dark Alley – 1:34
3. Road to Town – 2:26
4. In a Wooden Coat – 3:08
5. Idle Hands Are the Devil’s Playthings – 2:54
6. Father’s Feud – 3:11
7. In Memoriam – 3:00
8. Stoke the Fire – 2:44
9. Bored of Canada – 3:30
10. Hard Standing – 1:55
11. Stalking – 1:31
12. A Waste of Your Father’s Life – 2:09
13. Spiteful Things – 3:00
14. The Hunt – 1:51
15. Snake in the Grass – 4:07

## Stil
Ulvers Soundtrack ist dem Ambient zuzuordnen, mit Einflüssen aus keltischer und nordischer Folklore. Er ist meist minimalistisch arrangiert, mit wenigen intensiveren Passagen. Oakey und Ulver wollten eine gedämpfte, vage und bedrohliche Atmosphäre erschaffen.

## Rezeption
“I must say I found it a bit thin at the start, and not having any great impact. […] Invest the time in it. It’s hardly essential, but it does contain some essential musical truths, and will please darkambient fans satisfactorily.”

‘Riverhead’ is a majestically haunting album, it makes you really want to see the film and provides yet another different side of Ulver. Beautiful like 10,000 acres of snowy wasteland.